# مليندا هيفرنان
مليندا هيفرنان (بالإنجليزية: Melinda Heffernan)‏ هي متسابقة ملكة الجمال أسترالية، ولدت في 1985 في Cremorne, New South Wales ‏ في أستراليا.